# Torneo Interbritannico 1896
Il Torneo Interbritannico 1896 fu la tredicesima edizione del torneo di calcio conteso tra le Home Nations dell'arcipelago britannico. Il torneo fu vinto dalla nazionale scozzese.

## Risultati
| Data             | Luogo   | Squadra 1 | Risultato | Squadra 2   |
| ---------------- | ------- | --------- | --------- | ----------- |
| 29 febbraio 1896 | Wrexham | Galles    | 6 - 1     | Irlanda     |
| 7 marzo 1896     | Belfast | Irlanda   | 0 - 2     | Inghilterra |
| 15 marzo 1896    | Wrexham | Galles    | 1 - 9     | Inghilterra |
| 21 marzo 1896    | Dundee  | Scozia    | 4 - 0     | Galles      |
| 28 marzo 1896    | Belfast | Irlanda   | 3 - 3     | Scozia      |
| 4 aprile 1896    | Glasgow | Scozia    | 2 - 1     | Inghilterra |

## Classifica
| Pos | Squadra     | Pti | G | V | N | P | GF | GS |
| --- | ----------- | --- | - | - | - | - | -- | -- |
| 1   | Scozia      | 5   | 3 | 2 | 1 | 0 | 9  | 4  |
| 2   | Inghilterra | 4   | 3 | 2 | 0 | 1 | 12 | 3  |
| 3   | Galles      | 2   | 3 | 1 | 0 | 2 | 7  | 14 |
| 4   | Irlanda     | 1   | 3 | 0 | 1 | 2 | 4  | 11 |

## Vincitore
| Campione 1896 Scozia |